# Єруслан
Єруслан (рос. Еруслан) — річка в Заволжі, ліва притока Волги. Впадає у Волгоградське водосховище, утворюючи Єрусланську затоку. Довжина — 278 км, сточище — 5570 км². Витоки річки розташовані на південно-західній околиці Общего Сирту в межах Саратовської області. Влітку Єруслан місцями пересихає, вода солонувата. Ліві притоки Солона Куба, Яма. Колишня ліва притока Торгун впадає в Єрусланську затоку.
На річці розташоване місто Красний Кут.